# Joseph De Clercq
Joseph De Clercq (Ninove, 24 januari 1881 - 7 oktober 1958) was een Belgisch senator.

## Levensloop
De Clercq promoveerde tot doctor in de rechten aan de Katholieke Universiteit Leuven en werd industrieel.
In 1920 werd hij verkozen tot gemeenteraadslid in Ninove en in 1922 werd hij schepen.
In 1924 werd hij verkozen tot senator voor de katholieke partij, in het arrondissement Aalst-Oudenaarde, een mandaat dat hij vervulde tot in 1946. Bij de eerste naoorlogse verkiezingen werd hij niet meer herkozen, maar hij bleef in de Hoge Vergadering als gecoöpteerd senator voor de CVP en dit tot in 1950. Van 1930 tot 1950 was hij quaestor van de senaat.